# تکسیه (قایقران)
تکسیه (فرانسوی: Texier‎) قایقران قایق بادبانی اهل فرانسه بود. 